# Oblężenie Kobanê
Oblężenie Kobanê – inwazja sił Państwa Islamskiego (ISIS) w dniu 13 września 2014 w celu zajęcia kantonu Kobanê i jego głównego miasta Kobanê (arab. Ayn al-Arab) w północnej Syrii w de facto autonomicznym regionie Rożawa.

## Przebieg
1 kwietnia 2014 Państwo Islamskie (ISIS) rozpoczęło oblężenie miasta z trzech stron. Dżihadyści dokonali również ataku artyleryjskiego na Zur Mughar. W międzyczasie, ich oponenci dokonali zasadzki w Kandal, w których zginęło, jak się okazało, 12 Azerów będących w szeregach ISIS oraz ich kurdyjski dowódca o przydomku Abu Muhammad. Mimo tego, rebelianci przechwycili z rąk kurdyjskich dwa silosy pod Sirrinem oraz Tall al-Bawgha.
24 kwietnia 2014 w podwójnym zamachu samobójczym w Ras al-Ajn zginęło 11 osób. Ataki, których autorstwo przypisywano ISIS, wymierzone były w siły YPG.
29 maja 2014 dżihadyści podczas rajdu na wioski w pobliżu Ras al-Ajn zabili 15 cywilów. Dzień później uprowadzili 193 kurdyjskich cywilów z Kabbasinu pod Aleppo. Tego samego dnia na drodze z oblężonego Ajn al-Arab do Aleppo uprowadzili 186 uczniów, których wysłali do szkoły koranicznej na indoktrynację.
Po zawojowaniu północnego Iraku i zdobyciu tam broni, w lipcu 2014 Państwo Islamskie przystąpiło do ataku pod Ajn al-Arab. 4 lipca 2014 po trzech dniach walk z YPG zajęli wioski Zur Maghar, Az-Zjara i Bajadijja, leżące u bram Ajn al-Arab. Po kolejnym natarciu ze wschodu, siły kurdyjskie zostały zmuszone do wycofania się z pozycji w wioskach Abdi, Kwi, Kindal, Kri i Sur. W walkach śmierć poniosło co najmniej 18 bojowników YPG.
14 lipca 2014 PYD wezwała wszystkich Kurdów, by chwycili za broń w obronie Ras al-Ajn. Na apel odpowiedziała Partia Pracujących Kurdystanu (PKK), której bojownicy przenikali z Turcji, by walczyć z islamistami. Według źródeł kurdyjskich, do końca lipca 2014 udało się odeprzeć szturm dżihadystów na Ajn al-Arab. W lipcowych walkach zginąć miało od 406 do 685 terrorystów ISIS.
W efekcie tej ofensywy Państwa Islamskiego na terenie syryjskiego Kurdystanu, siły YPG podjęły ograniczoną współpracę z Siłami Zbrojnymi Syrii w zakresie walki przeciwko ISIS.
Kolejny szturm na Ajn a-Arab rozpoczął się 17 września 2014. Dżihadyści w natarciu użyli czołgów, rakiet oraz ciężkiej artylerii. Pod ciężkim ostrzałem, po trzech dniach siły kurdyjskie wycofały się z około 100 wiosek w rejonie Ajn al-Arab. Islamiści stanęli 15 km od miasta. Gwałtowne walki spowodowały ucieczkę 60 tysięcy syryjskich Kurdów do Turcji. Tereny walk zamieszkiwało około 400 tysięcy ludzi. W walkach zginęło 34 cywilów. W międzyczasie z terytorium Turcji do Ajn al-Arab przybyło 300 bojowników kurdyjskich PKK. W dniach 20–21 września 2014 w walkach na przedpolach Ajn al-Arab zginęło 39 terrorystów ISIS i 27 kurdyjskich bojowników. Walki koncentrowały się na południe i na wschód od miasta, gdzie ekstremiści podeszli na 10–13 km od miasta. W nocy 22 września 2014 Kurdowie powstrzymali natarcie ISIS w wioskach Mujik i Aliszar (6–7 km na wschód od miasta), jednak z tych pozycji islamiści byli w stanie ostrzeliwać za pomocą rakiet centrum miasta.
Tymczasem 23 września liczba uchodźców osiągnęła 138 tysięcy osób, którzy uciekli z miasta i terenów wiejskich. Jednym z celów pierwszego dnia międzynarodowej operacji lotniczej nad Syrią, wymierzoną w Państwo Islamskie, były pozycje dżihadystów wokół Ajn al-Arab.
W dniu 26 stycznia 2015 YPG i jej sojusznicy, wspierani przez ciągłe naloty pod dowództwem USA, zaczęli odzyskiwać miasto, zmuszając ISIS do ciągłego odwrotu. Kobanê zostało całkowicie odbite 27 stycznia; jednakże większość pozostałych wiosek w kantonie pozostawała dalej pod kontrolą islamistów. YPG wraz z sojusznikami dość szybko odzyskali kontrolę na obszarach wiejskich, a ISIS wycofało się 25 km od miasta do 2 lutego. Do końca kwietnia 2015 islamiści stracili prawie wszystkie zdobyte wioski w kantonie, zachowując wyłącznie kontrolę nad kilkoma w północno-zachodniej części gubernatorstwa Rakka. Pod koniec czerwca 2015 ISIS rozpoczął nową ofensywę przeciwko miastu, zabijając co najmniej 233 cywilów, ale szybko zostali wyparci.
Bitwę o Kobanî uznano za punkt zwrotny w wojnie z Państwem Islamskim. Niektórzy nazywali oblężenie „kurdyjskim Stalingradem”. 